# Gremilly
Gremilly est une commune française située dans le département de la Meuse, en région Grand Est.

## Géographie

### Hydrographie
La commune est traversée par la ligne de partage des eaux entre les bassins versants du Rhin et de la Meuse au sein du bassin Rhin-Meuse. Elle est drainée par le ruisseau de la Warière, le ruisseau de Curemont, le ruisseau de l'Étang des Crocs, la Fosse du Pont des Meuniers des Parfondrupt et le ravin des Renard,.

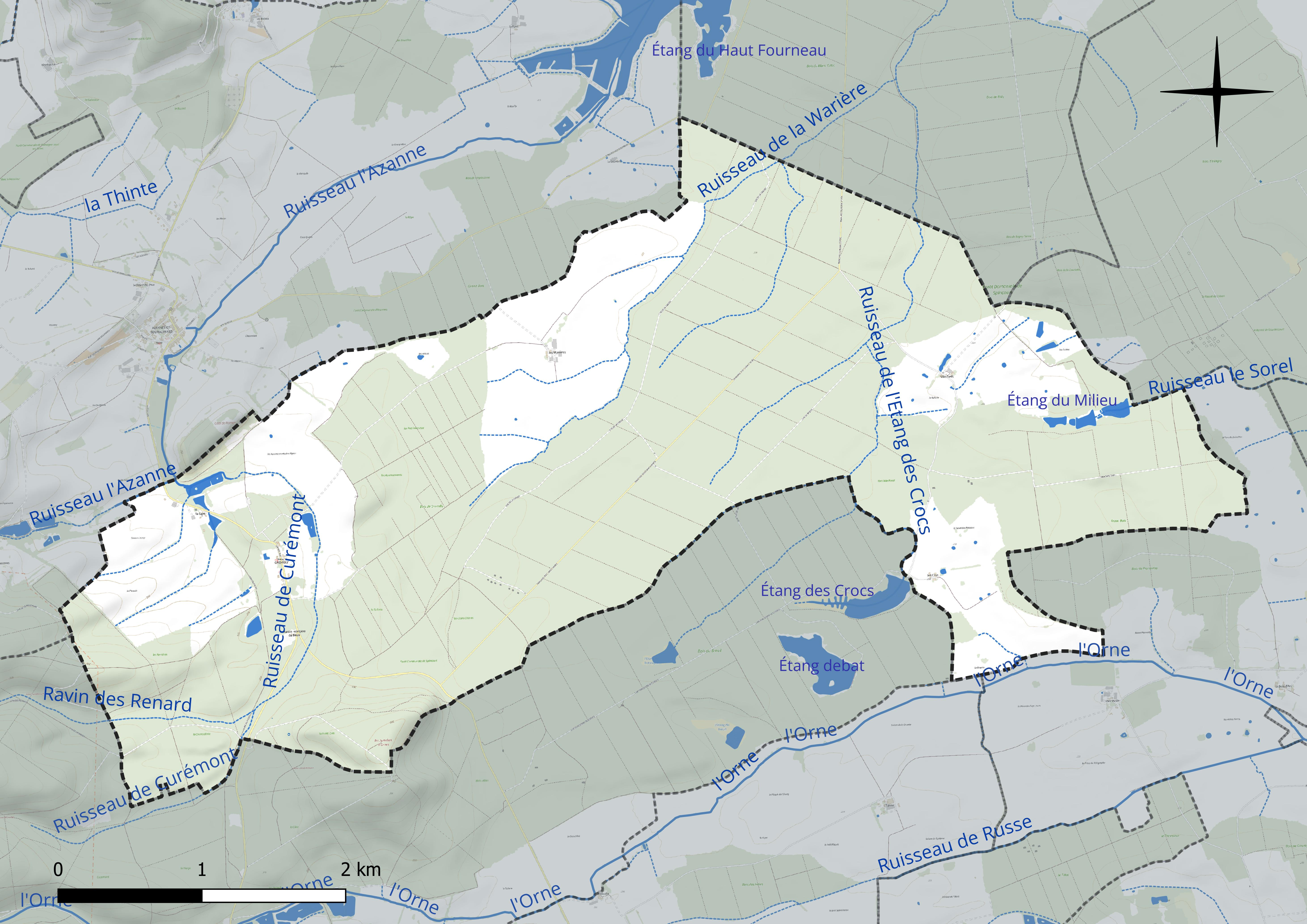
Réseau hydrographique de Gremilly.

Un plan d'eau complète le réseau hydrographique : l'étang du Milieu (2,8 ha),.

### Climat
Pour des articles plus généraux, voir Climat du Grand Est et Climat de la Meuse.
En 2010, le climat de la commune est de type climat de montagne, selon une étude du Centre national de la recherche scientifique s'appuyant sur une série de données couvrant la période 1971-2000. En 2020, Météo-France publie une typologie des climats de la France métropolitaine dans laquelle la commune est exposée à un climat océanique altéré et est dans la région climatique  Lorraine, plateau de Langres, Morvan, caractérisée par un hiver rude (1,5 °C), des vents modérés et des brouillards fréquents en automne et hiver. 
Pour la période 1971-2000, la température annuelle moyenne est de 9,6 °C, avec une amplitude thermique annuelle de 16,3 °C. Le cumul annuel moyen de précipitations est de 954 mm, avec 13,7 jours de précipitations en janvier et 9,5 jours en juillet. Pour la période 1991-2020, la température moyenne annuelle observée sur la station météorologique de Météo-France la plus proche, « Rouvres-en-woevre », sur la commune de Rouvres-en-Woëvre à 17 km à vol d'oiseau, est de 10,8 °C et le cumul annuel moyen de précipitations est de 668,3 mm. 
La température maximale relevée sur cette station est de 40,2 °C, atteinte le 24 juillet 2019 ; la température minimale est de −15,4 °C, atteinte le 7 février 2012,,. 
Les paramètres climatiques de la commune ont été estimés pour le milieu du siècle (2041-2070) selon différents scénarios d'émission de gaz à effet de serre à partir des nouvelles projections climatiques de référence DRIAS-2020. Ils sont consultables sur un site dédié publié par Météo-France en novembre 2022.

## Urbanisme

### Typologie
Au 1er janvier 2024, Gremilly est catégorisée commune rurale à habitat très dispersé, selon la nouvelle grille communale de densité à sept niveaux définie par l'Insee en 2022.
Elle est située hors unité urbaine. Par ailleurs la commune fait partie de l'aire d'attraction de Verdun, dont elle est une commune de la couronne,. Cette aire, qui regroupe 103 communes, est catégorisée dans les aires de moins de 50 000 habitants,.

### Occupation des sols
L'occupation des sols de la commune, telle qu'elle ressort de la base de données européenne d’occupation biophysique des sols Corine Land Cover (CLC), est marquée par l'importance des forêts et milieux semi-naturels (74,1 % en 2018), une proportion identique à celle de 1990 (74,1 %). La répartition détaillée en 2018 est la suivante : 
forêts (69,2 %), prairies (18 %), terres arables (7,9 %), milieux à végétation arbustive et/ou herbacée (4,9 %). L'évolution de l’occupation des sols de la commune et de ses infrastructures peut être observée sur les différentes représentations cartographiques du territoire : la carte de Cassini (XVIIIe siècle), la carte d'état-major (1820-1866) et les cartes ou photos aériennes de l'IGN pour la période actuelle (1950 à aujourd'hui).

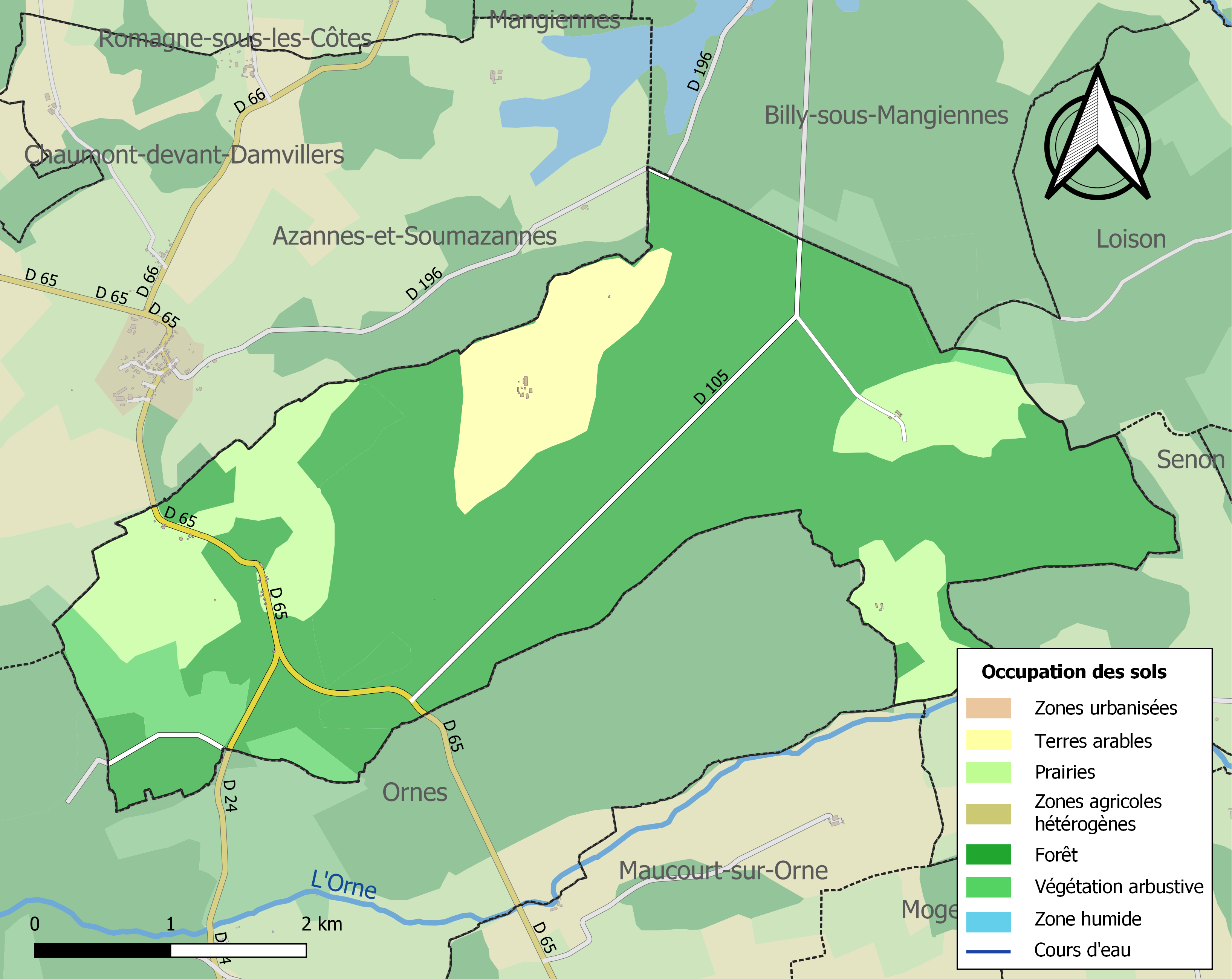
Carte des infrastructures et de l'occupation des sols de la commune en 2018 (CLC).

## Toponymie
Le nom de la localité est attesté sous les formes « Villa una Griminesas vocata in eodem pago Waprinsi » et comitatu Virdunensi (959) ; Grimineia ou Grimincia in pago Vaprinsi, in comitatu Virdunensi (959) ; Grimenias, Grimeneia in pago Wabrensi, in comitatu Virdunensi (960) ; Grumilly (1563) ; Grimilly (1571) ; Gramigny (1583) ; Gremigny (1583) ; Grumiliacum (1738) ; Grumigny (1745) ; Gremillium (1749).

## Histoire
Le 21 février 1916, le tonnerre des canons marque le début de la bataille de Verdun. Situé sur le secteur de Verdun, le village perdu par les troupes françaises en 1914 et libéré le 11 novembre 1918 disparaîtra totalement sous l'acharnement des pilonnages des obus français et allemands. Le village sera toutefois reconstruit après la guerre : 

« Passant au pied des Jumelles d'Ornes, nous arrivons au village de Grémilly, composé actuellement d’un Monument aux morts, d'une église, semblable à toutes les nouvelles églises de campagne, d’un presbytère inhabité, d’une école pimpante aux larges baies, d’un bâtiment communal en attente de locataires problématiques, d’une auberge et de deux maisons de culture. »

— Brion S. : « Les transformations du village rural dans la zone dévastée de la Meuse », Annales de l'Est, 1935, n°1, p. 3-29

## Politique et administration
| Période                                  | Période   | Identité        | Étiquette | Qualité |
| ---------------------------------------- | --------- | --------------- | --------- | ------- |
| Les données manquantes sont à compléter. |           |                 |           |         |
| ?                                        | ?         | Michel Jacquot  |           |         |
| avant 1995                               | ?         | Louis Frizon    | DVD       |         |
| mars 2001                                | 2004      | Raymond Laveaux |           |         |
| 27 avril 2004                            | mars 2008 | Pascale Berger  |           |         |
| mars 2008                                | mai 2020  | Bernard Laveaux |           |         |
| mai 2020                                 | En cours  | Laurence Claude |           |         |

## Démographie
L'évolution du nombre d'habitants est connue à travers les recensements de la population effectués dans la commune depuis 1793. Pour les communes de moins de 10 000 habitants, une enquête de recensement portant sur toute la population est réalisée tous les cinq ans, les populations de référence des années intermédiaires étant quant à elles estimées par interpolation ou extrapolation. Pour la commune, le premier recensement exhaustif entrant dans le cadre du nouveau dispositif a été réalisé en 2004.

En 2022, la commune comptait 44 habitants, en évolution de +7,32 % par rapport à 2016 (Meuse : −4,4 %, France hors Mayotte : +2,11 %).
| 1793 | 1800 | 1806 | 1821 | 1831 | 1836 | 1841 | 1846 | 1851 |
| ---- | ---- | ---- | ---- | ---- | ---- | ---- | ---- | ---- |
| 270  | 299  | 363  | 348  | 382  | 405  | 439  | 453  | 443  |

| 1856 | 1861 | 1866 | 1872 | 1876 | 1881 | 1886 | 1891 | 1896 |
| ---- | ---- | ---- | ---- | ---- | ---- | ---- | ---- | ---- |
| 433  | 421  | 429  | 400  | 411  | 369  | 338  | 347  | 328  |

| 1901 | 1906 | 1911 | 1921 | 1926 | 1931 | 1936 | 1946 | 1954 |
| ---- | ---- | ---- | ---- | ---- | ---- | ---- | ---- | ---- |
| 307  | 308  | 304  | 56   | 57   | 41   | 54   | 38   | 50   |

| 1962 | 1968 | 1975 | 1982 | 1990 | 1999 | 2004 | 2006 | 2009 |
| ---- | ---- | ---- | ---- | ---- | ---- | ---- | ---- | ---- |
| 45   | 39   | 36   | 24   | 27   | 31   | 27   | 25   | 26   |

| 2014 | 2019 | 2022 | - | - | - | - | - | - |
| ---- | ---- | ---- | - | - | - | - | - | - |
| 37   | 39   | 44   | - | - | - | - | - | - |

## Culture locale et patrimoine

### Lieux et monuments
- Église de l'Assomption origine XVIIIe siècle, détruite au cours de la Première Guerre mondiale, reconstruite en 1930.

### Personnalités liées à la commune
- Prosper Lecourtier, né le 12 juillet 1851 à Gremilly (Meuse) et mort en 1925 à Saint-Maurice, est un sculpteur animalier français.

### Héraldique
| Blason de Gremilly | Blason  | Tiercé de pairle renversé : au 1er d'azur à la tête de la Vierge Marie couronnée d'or, au 2e d'argent à la fleur de grémil pourpre bleu [Buglossoides purpurocaeruleum] d'azur boutonnée de pourpre, au 3e de gueules au cerf d'argent. |
| Blason de Gremilly | Détails | Création Robert A. Louis et Dominique Lacorde. Adopté le 4 août 2017. |